# دهنو سادات (كوه بنج)
دهنو سادات (بالفارسية: دهنوسادات) هي قرية تقع في إيران في البلدة المركزية.